# Therion
Therion je švedska metal skupina iz Stockholma. Čeprav so v začetku igrali death metal, so pozneje svoj stil spremenili, tako da so svoji glasbi primešali elemente klasične glasbe, podprte z zborovskim petjem. Skupino je leta 1987 ustanovil Christopher Johnsson in je v svoji dolgi in bogati zgodovini doživela mnogo sprememb v zasedbi in stilu.
Gradivo za svojo glasbo črpajo Therion iz različnih mitologij in je osnovano na okultizmu, magiji ter starodavnih običajih in zapisih. Večino besedil napiše Thomas Karlsson, ustanovitelj in vodja magičnega reda Dragon Rouge, katerega član je tudi Johnsson.

## Zasedba

### Trenutna zasedba
- Christofer Johnsson - kitara
- Kristian Niemann - kitara
- Johan Niemann - bas kitara
- Petter Karlsson - bobni

### Nekdanji člani
- Peter Hansson - kitara (1987-1993)
- Oskar Forss - bobni (1987-1993)
- Erik Gustafsson - bas kitara (1987-1992)
- Piotr Wawrzeniuk - bobni/pevec (1992-1996, 2004 - gostujoči pevec na Sirius B in Lemuria)
- Magnus Barthelsson - kitara (1993-1994)
- Andreas Wahl - bas kitara (1993-1994)
- Fredrik Isaksson - bas kitara (1994)
- Lars Rosenberg - bas kitara (1994-1996)
- Jonas Mellberg - kitara (1995-1996)
- Sami Karppinen - bobni (1998-2001)
- Richard Evensand - bobni (2001-2004)

## Diskografija
- Beyond Tte Darkest Veils of Inner Wickedness - 1989 (demo na kaseti)
- Paroxysmal Holocaust - 1989 (demo na kaseti)
- Time Shall Tell - 1990 (EP Demo)
- Of Darkness... - 1991
- Beyond Sanctorum - 1992
- Symphony Masses: Ho Drakon Ho Megas - 1993
- The Beauty in Black - 1995 (Single)
- Lepaca Kliffoth - 1995
- Siren of the Woods - 1996 (Single)
- Theli - 1996
- A'arab Zaraq - Lucid Dreaming - 1997
- Eye of Shiva - 1998 (Radio Promo)
- Vovin - 1998
- Crowning of Atlantis - 1999
- The Early Chapters of Revelation - 2000 (zbirka treh CD-jev)
- Deggial - 2000
- Secret of the Runes - 2001
- Bells of Doom - 2001 (kompilacija)
- Live in Midgård - 2002
- Sirius B - 2004
- Lemuria - 2004
- Atlantis Lucid Dreaming - 2005
- Gothic Kabbalah - 2007
- Sitra Ahra - 2010
- Les Fleurs du Mal - 2012
- Beloved Antichrist - 2018
- Leviathan - 2021
- Leviathan II - 2022
- Leviathan III - 2023